# Michel Gaumond
 (mars 2025).
Motif : Manque de sources démontrant la notoriété
- Archive Wikiwix
- Bing
- Cairn
- DuckDuckGo
- E. Universalis
- Gallica
- Google
- G. Books
- G. News
- G. Scholar
- Persée
- Qwant
- (zh) Baidu
- (ru) Yandex
- (wd) trouver des œuvres sur Wikidata

| 1. | Préciser le motif de la pose du bandeau. | Précisez le motif de la pose du bandeau en utilisant la syntaxe suivante : {{admissibilité à vérifier\|date=mars 2025\|motif=remplacez ce texte par le motif}}                      |
| 2. | Informer les utilisateurs concernés.     | Pensez à avertir le créateur de l'article, par exemple, en insérant le code ci-dessous sur sa page de discussion : {{subst:avertissement admissibilité à vérifier\|Michel Gaumond}} |

Pour les articles homonymes, voir Gaumond.
Michel Gaumond (né le 7 octobre 1934 à Québec et mort le 8 août 2014) était un archéologue et historien québécois. Il est connu pour son travail sur l'archéologie au Québec, en particulier à Place-Royale à Québec.

## Biographie
Michel Gaumond est né à Québec en 1934. Il a poursuivi ses études au Petit Séminaire de Québec, au Collège de Sainte-Anne-de-la-Pocatière et à l'Université Laval, où il a obtenu une maîtrise en géographie. En 1961, il devient le premier archéologue-géographe embauché par le ministère des Affaires culturelles du Québec, marquant le début de sa longue carrière dans l'archéologie québécoise.

### Carrière
Au cours de sa carrière, Gaumond a dirigé de nombreuses fouilles archéologiques significatives :
- Place-Royale : Ces fouilles ont révélé des vestiges de la première colonie française en Amérique du Nord.
- Forges de Saint-Maurice : Il a contribué à la compréhension de l'industrie métallurgique au 18e siècle.
- Moulins de La Chevrotière : Ses travaux ont mis en lumière l'histoire industrielle du site.

En plus des fouilles, il a été impliqué dans la restauration et le réaménagement du Vieux-Québec, contribuant à son inscription comme site du patrimoine mondial de l'UNESCO en 1985. Il a également agi comme instructeur-historien pour les guides de Place-Royale et a publié de nombreux articles dans des revues spécialisées comme "Cap-aux-diamants" et "Collection Civilisation du Québec".
Michel Gaumond a été membre de plusieurs sociétés savantes, incluant la Société d'archéologie de Québec et la Société historique de Québec.

### Retraite et décès
Il a pris sa retraite du ministère en 1996 mais a continué à travailler comme consultant en histoire et archéologie, notamment pour le site Cartier-Roberval et l'église Notre-Dame-de-Foy et son presbytère. Michel Gaumond est décédé le 8 août 2014 à l'âge de 79 ans.
À son décès, plus de 400 calepins de notes, ses livres touchant le Québec, tous annotés, des milliers de photos sont regroupés dans le Fonds Michel Gaumond à BANQ Le fonds est complété par la Collection Michel Gaumond, également à BANQ.

## Publications et livres
- Nombreuses publications dans "Cap-aux-diamants" et "Collection Civilisation du Québec".
- Dans la Collection Civilisation du Québec il est auteur des livres suivants: La Place Royale, La Poterie de Cap-Rouge, Les vieux murs témoignent[5].